# Ptujska Gora

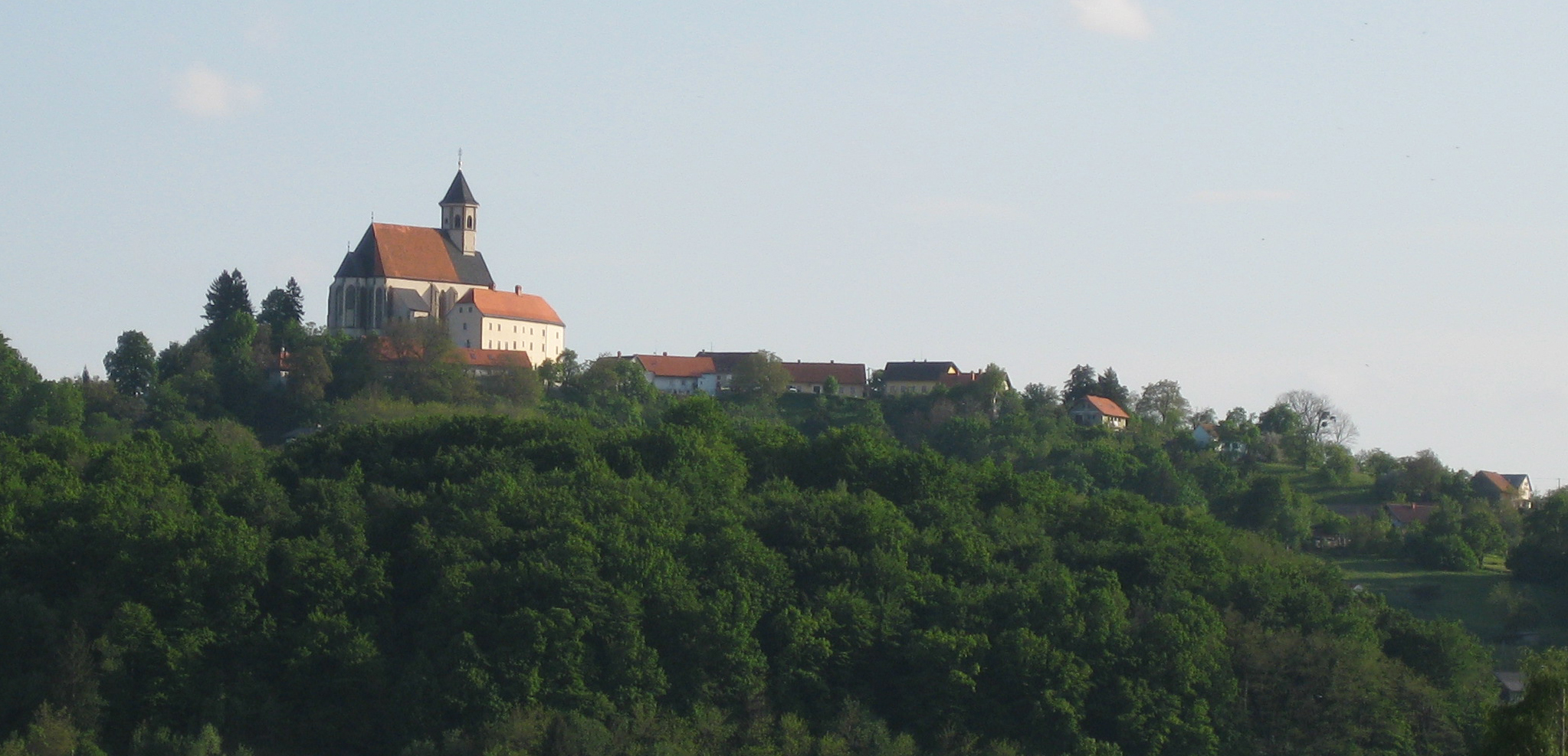
Blick auf die Wallfahrtskirche in Ptujska Gora

Ptujska Gora (deutsch Maria Neustift) ist ein Dorf in der Gemeinde Majšperk im Nordosten Sloweniens. Es liegt in der Region Štajerska (historisch Untersteiermark), 320,6 Meter über dem Meeresspiegel und hat 334 Einwohner (Stand 2002).

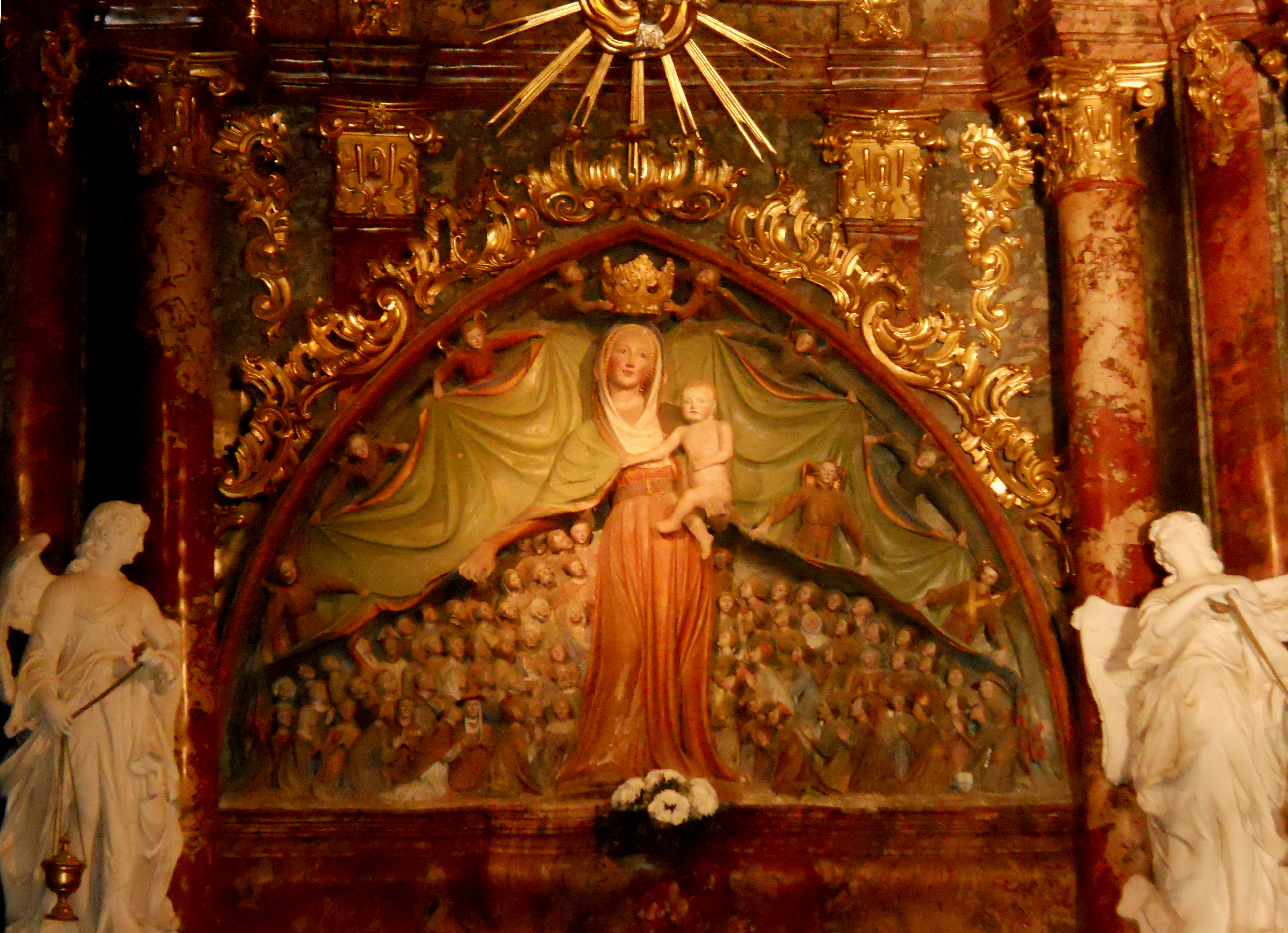
Altar mit Mariä-Schutz

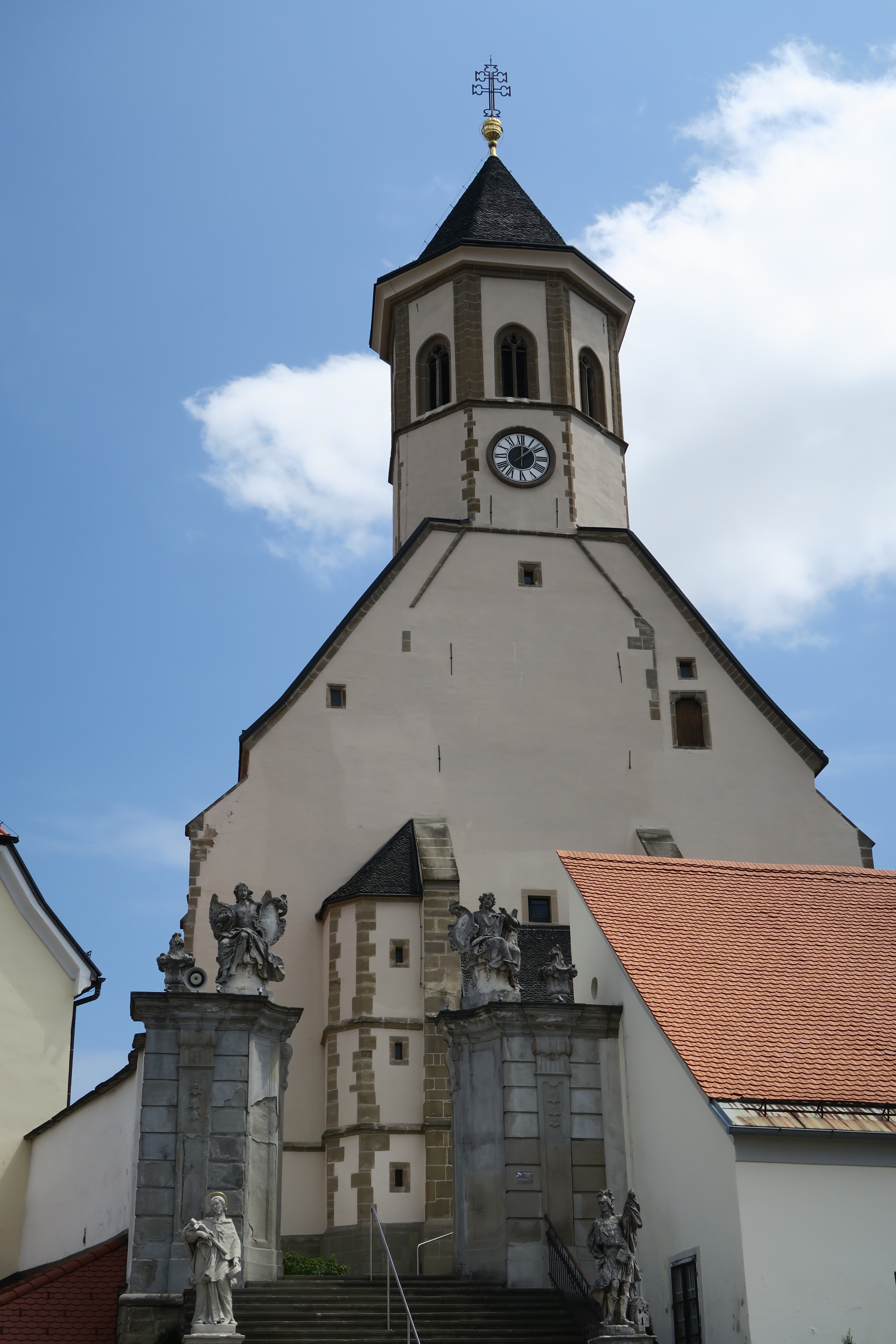
Basilika Ptujska Gora

Ptujska Gora ist ein bekannter slowenischer Wallfahrtsort. Die gotische Wallfahrtskirche mit dem Namen Bazilika Marije Zavetnice s plaščem (Basilika der Schutzmantelmadonna) stammt aus dem 14. Jahrhundert und wurde 2010 von Papst Benedikt XVI. zur Basilica minor erhoben. Am Hauptaltar der Basilika befindet sich ein bekanntes Gnadenrelief der Schutzmantelmadonna, entstanden um das Jahr 1410. Unter ihrem Mantel befinden sich 82 Figuren, die teilweise historische Personen jener Zeit darstellen. Einer Legende nach hüllte Maria die Kirche während der Türkenangriffe in eine dunkle Wolke, damit die Türken sie nicht sehen konnten. Das Dorf war deshalb lange unter dem Namen Črna Gora (schwarzer Berg) bekannt, bevor es Anfang des 20. Jahrhunderts in Ptujska Gora umbenannt wurde.